# Alexander Schewtschenko
Alexander Alexandrowitsch Schewtschenko (russisch Алекса́ндр Алекса́ндрович Шевче́нко; englisch Alexander Shevchenko; * 29. November 2000 in Rostow am Don) ist ein russisch-kasachischer Tennisspieler.

## Karriere
Schewtschenko spielte nur wenige Turniere auf der ITF Junior Tour, wo er bis 2018 spielte. Dort konnte er mit Rang 339 seine höchste Notierung in der Jugend-Rangliste erreichen.
Bei den Profis spielte Schewtschenko ab 2018 auf der drittklassigen ITF Future Tour. Dort konnte er in seinem ersten Jahr das erste Mal ein Halbfinale sowie den Sprung unter die Top 1000 der Tennisweltrangliste erreichen. 2019 machte er durch drei Halbfinals sowie einen ersten Finaleinzug knapp 300 Plätze gut, schaffte zudem im Doppel zwei Titel zu gewinnen. In der verkürzten Saison 2020 gelang Schewtschenko ein weiterer kleiner Sprung in Richtung Top 500, indem er zwei Finals erreichten und im Einzel den ersten Turniersieg verbuchte.
Die Saison 2021 nutzte der Russe für einen kleinen Durchbruch. Aus vier Future-Finals machte er zwei Titel, sodass er bis Mitte des Jahres auf einen Platz in den Top 450 vorrückte. Bei seinem allerersten Turnier der höher dotierten ATP Challenger Tour in Posen schaffte er den Sprung aus der Qualifikation heraus ins Halbfinale. Mit der resultierenden Verbesserung in der Rangliste nahm er ab diesem Zeitpunkt hauptsächlich an Challengers teil. In Helsinki schaffte Schewtschenko abermals den Sprung unter die letzten Vier und gab bis dahin keinen Satz ab. Das Jahr schloss er auf Platz 328 ab. Anfang 2022 gewann er zwei Futures, ehe er sich wieder auf Challengers bewegte. In Posen besiegte er mit Henri Laaksonen erstmals einen Spieler der Top 100. Kurz darauf triumphierte er in Bratislava erstmals auf Challenger-Ebene. Mit Halbfinals in Mailand und Stettin verbesserte er zudem weiter sein Ranking. Auf der ATP Tour spielte er erstmals im Juli in Kitzbühel, wo er als Lucky Loser ins Hauptfeld nachrückte und zum Auftakt verlor sowie in Astana, als er als Qualifikant Luca Nardi unterlag. Er befand sich im Oktober 2022 auf seinem Karrierehoch innerhalb der Top 150.
Am 27. Januar 2024 gab Schewtschenko über Instagram bekannt, dass er künftig für Kasachstan an den Start gehen wird. Er folgt dabei Spielern wie Alexander Bublik oder Jelena Rybakina, die in der Vergangenheit ebenfalls den russischen Verband in Richtung Kasachstan verließen.

## Erfolge
| Legende (Anzahl der Siege) |
| Grand Slam                 |
| ATP Finals                 |
| ATP Tour Masters 1000      |
| ATP Tour 500               |
| ATP Tour 250               |
| ATP Challenger Tour (3)    |

### Einzel

#### Turniersiege
| Nr. | Datum           | Turnier    | Belag     | Finalgegner      | Ergebnis |
| --- | --------------- | ---------- | --------- | ---------------- | -------- |
| 1.  | 12. Juni 2022   | Bratislava | Sand      | Riccardo Bonadio | 6:3, 7:5 |
| 2.  | 22. Januar 2023 | Teneriffa  | Hartplatz | Sebastian Ofner  | 7:5, 6:2 |
| 3.  | 16. April 2023  | Madrid     | Sand      | Pedro Cachín     | 6:4, 6:3 |

#### Finalteilnahmen
| Nr. | Datum             | Turnier | Belag         | Finalgegner | Ergebnis |
| --- | ----------------- | ------- | ------------- | ----------- | -------- |
| 1.  | 11. November 2023 | Metz    | Hartplatz (i) | Ugo Humbert | 3:6, 3:6 |